# Sigfrido Gràcia
Sigfrido Gràcia Royo (ur. 27 marca 1932 w Gavà, zm. 23 maja 2005 tamże) – piłkarz hiszpański, zdobywca Pucharu Miast Targowych (późniejszego Pucharu UEFA) w barwach Barcelony, reprezentant Hiszpanii.
Grał na boisku na pozycji lewego obrońcy. Był wychowankiem klubu CEF Gavà, następnie przeszedł do młodzieżowego zespołu Barcelony, noszącego wówczas nazwę España Industrial. Przez 14 sezonów reprezentował barwy pierwszego zespołu FC Barcelona; w 525 oficjalnych meczach zdobył 21 bramek. Do jego największych sukcesów należą: trzykrotnie mistrzostwo Hiszpanii, czterokrotne zdobycie Pucharu Hiszpanii, dwukrotne zdobycie Pucharu Miast Targowych (w dwóch pierwszych edycjach tej rywalizacji w 1958 i 1960; był również w składzie Barcelony w sezonie kolejnego zdobycia tego trofeum w 1966, ale nie grał). Przyczynił się do awansu Barcelony do finału Pucharu Mistrzów w sezonie 1960/1961; w decydującym meczu lepsza od katalońskiego zespołu okazała się lizbońska SL Benfica 3:2. Rok później Barcelona dotarła do kolejnego finału Pucharu Miast Targowych, tym razem w decydującym dwumeczu ulegając Walencji (2:6 i 1:1); w meczu rewanżowym na Camp Nou Gràcia pełnił funkcję kapitana.
W latach 1959–1962 wystąpił w 10 meczach reprezentacji narodowej. Debiutował 28 czerwca 1959 w Katowicach w wygranym przez Hiszpanów 4:2 meczu z Polską. Znalazł się w kadrze narodowej na chilijskie finały mistrzostw świata w 1962, gdzie zagrał 2 mecze.